# Alfons Karny

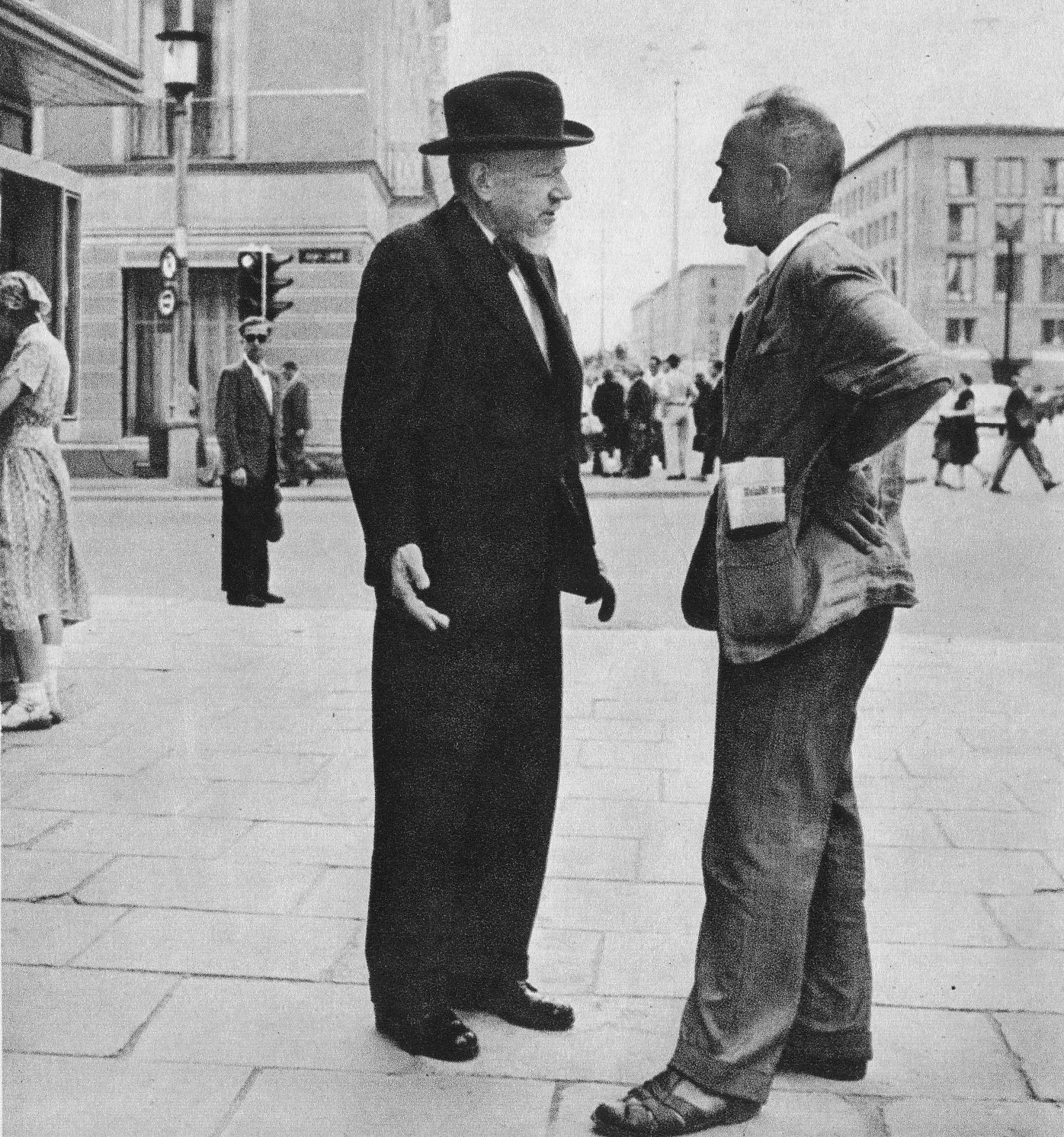
Alfons Karny (z prawej) w rozmowie z Leopoldem Staffem w Warszawie, lata 50.

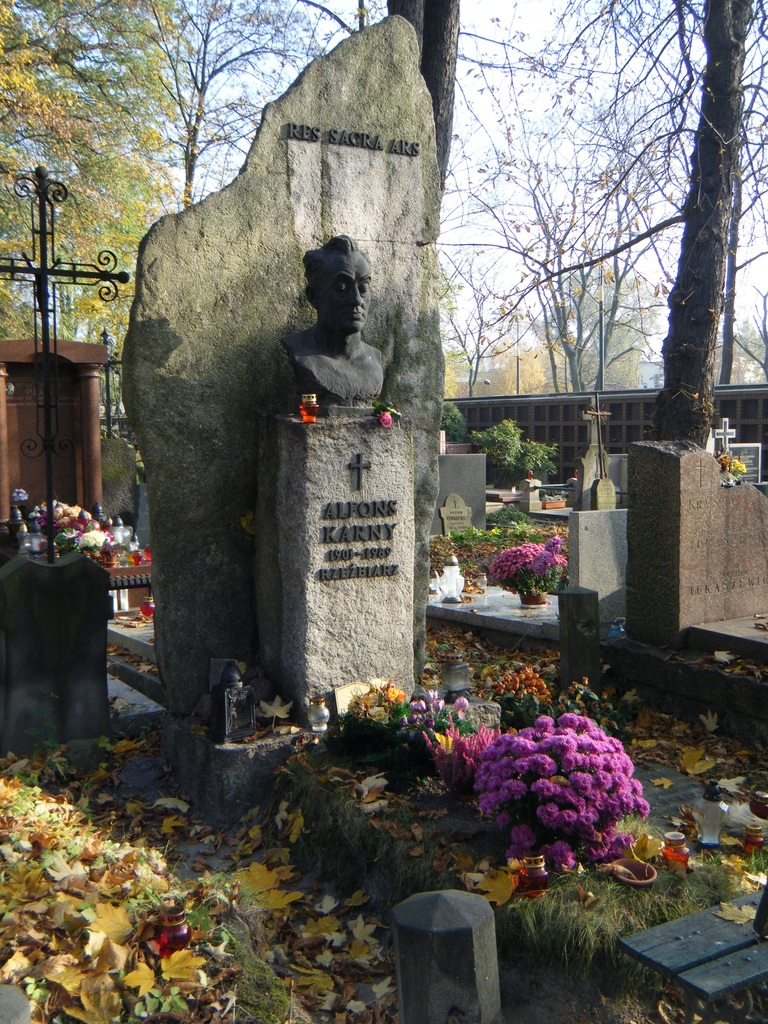
Grób Alfonsa Karnego na cmentarzu Powązkowskim w Warszawie

Alfons Karny (ur. 14 listopada 1901 w Białymstoku, zm. 14 sierpnia 1989 w Warszawie) – polski rzeźbiarz. Portretował wybitne postacie polskie (Mikołaj Kopernik, Adam Mickiewicz, Józef Piłsudski) i zagraniczne. Jego granitowe i brązowe rzeźby otrzymały złote medale na wystawach w Paryżu i Brukseli.

## Życiorys
Urodził się 14 listopada 1901 w biednej rodzinie w Białymstoku. W 1920 zaciągnął się do armii gen. Józefa Hallera, w szeregach której walczył na froncie.
W 1923 przeprowadził się do Warszawy. W 1924 roku rozpoczął studia w warszawskiej Szkole Sztuk Pięknych pod kierunkiem Tadeusza Breyera (potem przez krótki okres pracował jako asystent profesora Breyera w pracowni rzeźby. W 1925 rzeźby Karnego zostały zaprezentowane na wystawie prac uczniów wyższych szkół artystycznych w ramach Międzynarodowej Wystawy Sztuki Dekoracyjnej w Paryżu. Po ukończeniu nauki w 1930 roku artysta wyjechał do Francji, Niemiec i Belgii w ramach stypendium.
W 1939 rzeźby Karnego wystawiane były w Londynie, a potem w Nowym Jorku – skąd już nie wróciły w związku z wybuchem wojny.
Podczas kampanii wrześniowej wskutek bombardowania pracownia artysty wraz ze znajdującymi się w niej dziełami uległa zniszczeniu. W latach 1940–1945 Karny intensywnie tworzył w nowym miejscu, które było też placówką tajnego uniwersytetu. Podczas powstania warszawskiego ponownie stracił pracownię i część swoich rzeźb.
Po wojnie Karny znalazł się w nurcie polskiego socrealizmu. Jednak jego prace z tego okresu, choć podejmowały pożądane wówczas tematy, pod względem stylistycznym nie odbiegały daleko od form, które ukonstytuowały się w twórczości artysty w latach trzydziestych. W 1949 otrzymał pracownię w Warszawie przy ulicy Wiejskiej. W 1960 rzeźbiarz urządził wakacyjną pracownię w Gdańsku, dokąd wyjeżdżał od tej pory co roku w okresie letnim.
W 1963 ruszyła pierwsza indywidualna wystawa Karnego – objazdowy pokaz jego rzeźb.
Alfons Karny zmarł 14 sierpnia 1989, po krótkiej chorobie. Pochówku dokonano na cmentarzu Powązkowskim w Warszawie (kwatera 168-6-17). We wrześniu odbyła się pośmiertna wystawa artysty, przygotowana jeszcze za jego życia.
Od 1974 prace artysty eksponowane są w Muzeum Okręgowym w Białymstoku, a od 19 marca 1993 w Muzeum Rzeźby Alfonsa Karnego w Białymstoku.

## Ordery i odznaczenia
- Order Sztandaru Pracy I klasy[3]
- Krzyż Komandorski Orderu Odrodzenia Polski (1959)
- Krzyż Oficerski Orderu Odrodzenia Polski (11 lipca 1955)[4]
- Krzyż Kawalerski Orderu Odrodzenia Polski (22 lipca 1952)[5]
- Złoty Krzyż Zasługi (1952)
- Medal 10-lecia Polski Ludowej (19 stycznia 1955)[6]
- Odznaka tytułu honorowego „Zasłużony dla Kultury Narodowej” (1988)

## Nagrody i wyróżnienia
- Medal Brązowy (1930) i Medal Srebrny (1930) na Salonie Dorocznym w Zachęcie
- Nagroda Artystyczna miasta Warszawy za całokształt twórczości (1934)
- Złoty Medal i Order króla Leopolda III na Międzynarodowej Wystawie Sztuki w Brukseli (1934)
- Złoty Medal na wystawie Sztuka i Technika w Paryżu (1937)
- I nagroda w konkursie Dziecko w sztuce polskiej (1938)
- II nagroda na I Ogólnopolskiej Wystawie Plastyki (1950)
- Nagroda Państwowa II Stopnia (1951)
- Nagroda II Stopnia Ministra Obrony Narodowej (1961)
- Nagroda Ministra Kultury i Sztuki I stopnia (22 lipca 1973)[7]
- Nagroda Państwowa I stopnia za całokształt twórczości w dziedzinie rzeźby (1978)
- Wyróżnienie na Salonie Towarzystwa Zachęty Sztuk Pięknych w Warszawie (1928)

## Publikacje
Andrzej Kisielewski, Karny, Centrum Rzeźby Polskiej w Orońsku, Wydawnictwo Uniwersyteckie TransHumana, Białystok 1995.
Alfons Karny. Galeria Wielkich Polaków, tekst Ryszard Saciuk, Muzeum Podlaskie w Białymstoku, Białystok (b.d.).